# Chevreuil (aviso)
Pour les articles homonymes, voir Chevreuil (homonymie).
Le Chevreuil (1939-1970) est un aviso de la classe Chamois de la Marine nationale française. Il a également servi sous le pavillon des Forces navales françaises libres (1940-1944) et dans sa dernière période, renommé Destour, il est au service de la Marine nationale tunisienne (1959-1970).
Durant une carrière de plus de trente ans le Chevreuil a navigué dans l'Atlantique, la Méditerranée, le Pacifique et dans d'autres mers en Orient. De toutes ses missions l'une a plus particulièrement marqué les mémoires, elle est citée par Charles de Gaulle dans un de ses ouvrages : « l'aviso Chevreuil rallie l'archipel de Wallis-et-Futuna à la France libre ».

## Construction
Ce navire, est un aviso dragueur, de la série « coloniale », de la classe Chamois. Il est mis sur cale à l'arsenal de Lorient en avril 1937. Il fait partie d'un programme, initié vers 1934, de construction d'avisos de première classe capables d'avoir également des missions de dragueur de mines. Ces constructions sont financées par des contributions prises sur les budgets des années 1934 à 1938. Il est lancé le 17 juin 1939.

## Service actif

### Aviso de la Marine nationale française
L'aviso est armé par la Marine nationale, puis baptisé Chevreuil le 1er septembre 1939,.
Le 3 juin 1939, un décret nomme le capitaine de corvette Henri-Marie-Joseph de Veillechèze de La Mardière, commandant de « l'aviso de première classe Chevreuil ».  
Au début de la Seconde Guerre mondiale, le Chevreuil est attaché à la flotte de l'Atlantique et effectue des missions d'accompagnements de convois de navires marchands. À la fin de la bataille de France il se réfugie à Portsmouth, où il est abandonné par son équipage. La Royal Navy saisit le navire à l'abandon, dans une cale sèche, le 3 juillet 1940.

### Aviso des Forces navales françaises libres

#### Missions en Atlantique Nord
Après l'avoir remis en état, les Britanniques l'affectent, le 3 septembre 1940, aux Forces navales françaises libres. L'Amiral Muselier, charge l'enseigne de vaisseau François Paul Eugène Fourlinnie d'en assurer le commandement. Un équipage d'environ cent marins est constitué avec des volontaires ayant rallié la France libre. L'unité est affectée à la protection de convois de navire de commerce sur la ligne entre la Grande-Bretagne et l'Amérique du Nord, Canada et États-Unis. Sa mission est de veiller sur les convois montants jusqu'au milieu de l'Atlantique Nord, puis après un passage de relais, de reprendre sa surveillance autour d'un convoi descendant. Durant les mois que dure cette mission les convois ne subissent pas de pertes dues aux sous-marins de la Kriegsmarine.
Le Chevreuil souffre, dans les tempêtes hivernales de l'Atlantique Nord, d'autant plus qu'il n'a pas été conçu, ni construit, pour les affronter mais pour naviguer dans des eaux tropicales plus paisibles. Les avaries sont importantes et nombreuses ce qui nécessite une mise en carénage en Grande-Bretagne, au printemps 1941.

#### Cap sur le Pacifique et Papeete
Le 1er juillet 1941 l'état-major de la Forces navales françaises libres fait une demande à l'amirauté britannique pour envoyer le Chevreuil dans le Pacifique. Après un accord sur ce programme, l'aviso rejoint le port de Plymouth pour s'armer en fonction de cette nouvelle mission. Celle-ci comporte principalement le transport de personnel à Tahiti puis de se mettre sous les ordres du commandant de la Marine dans le Pacifique, le capitaine de frégate Cabanier, pour effectuer des missions de maintien de l'ordre.

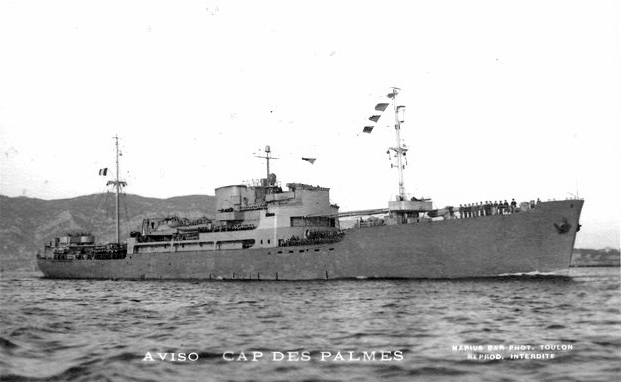
Cap des Palmes.

Le Chevreuil, toujours commandé par Fourlinnie, appareille le 22 août pour le port de Belfast qu'il atteint en fin de journée le lendemain. Le 24 août, après avoir fait le plein de carburant et embarqué Paul Antier, de concert avec le paquebot Ariguani , il appareille pour rejoindre son poste d'escorteur du convoi de navires de commerce OS4, pour la traversée de l'océan. Le 26, les sous-marins allemands : U 557, U 561 et U 141 sont en action : les cargos Saugar et Tremoda sont torpillés et coulés. Le Chevreuil récupère à la mer, les 18 survivants du premier naufrage et les 14 du second. Le 29, il fait une attaque à la grenade après un contact ASDIC mais le sous-marin a disparu. La suite de la traversée est sans problèmes et l'aviso, avec le convoi, arrive à Kingston Harbour le 12 septembre. Il est rejoint par le Cap des Palmes. Les deux navires appareillent ensemble du port de la Jamaïque. Le 20 septembre, ils franchissent le canal de Panama et accostent le 22 septembre à Balboa. Le Chevreuil appareille seul le 23 septembre et, après une traversée sans histoire, est à Papeete le 7 octobre. il y retrouve le contre-torpilleur Le Triomphant présent depuis le 23 septembre, ils sont bientôt rejoints par le croiseur auxiliaire Cap des Palmes.

#### Missions avec Nouméa pour base
Après un mois d'escale, le Chevreuil reprend la mer le 8 novembre et via Suva, aux Fidji, rejoint Sydney, en Australie, le 21 novembre, pour un passage en cale sèche et des essais de la ceinture magnétique du navire. À cette occasion, l’équipage dépose le 27 novembre un ex-voto au pied du monument érigé à La Perouse en mémoire de l’explorateur éponyme.
Le 29 novembre 1941, le Chevreuil appareille et fait route sur la Nouvelle-Calédonie, il atteint Nouméa le 3 décembre. Jusqu'en février 1942 il va effectuer cinq principales missions, avec Nouméa comme point de départ et de retour, qui vont lui permettre de sécuriser et montrer la présence de la France libre dans un grand nombre d'îles et de lieux : 1 : île Neba, île Yandé, île Pott, île Art, baie d’Harcourt, passe de Pouébo, île des Pins ; 2 : Goro, baie de Kuto, îles de Maré, Lifou, Ouvéa, île Surprise, atoll de Huon, île Pott, Paagoumène ; 3 : Nouvelles-Hébrides, îles Banks, Port-Vila, Mallicolo, Espiritu Santo, Ambae, Port-Olry, Santa-Maria, baie de la Dives, îles Vanua Lava, Namaram, Port Sandwich, île Tonga, baie Sasaki, île Tanna, baie Résolution, baie Dillon, île Ancytume ; 4 : Hienghène (côte est) dépôt d’un détachement de l’armée pour sécuriser une zone peu sure ; 5 : Rarotonga (îles Cook). On note également plusieurs passages à l'île Walpole et à l'île Pott pour un ravitaillement de postes de guet. À l'issue de ces mission le Chevreuil repart de Nouméa, de concert avec le Cap des Palmes, le 22 février 1942 pour Sydney où il va faire des réparations. Le chantier va durer deux mois, le Chevreuil reprend la mer le 24 avril 1942.

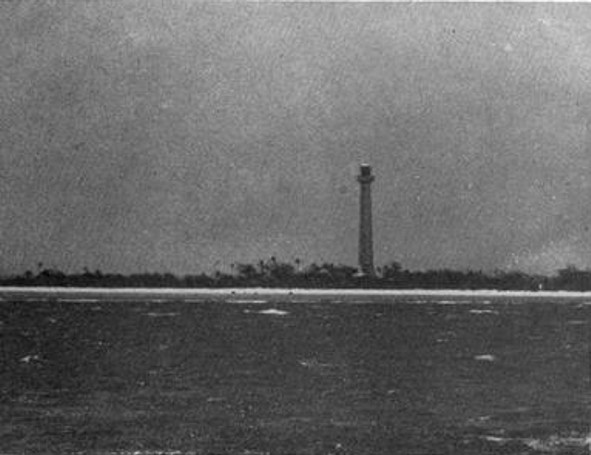
Le phare Amédée en 1943.

Le Chevreuil est de retour à Nouméa le 28 avril. La situation en ville est difficile du fait des troubles causés par le rappel du gouverneur Henri Sautot. Sur l'aviso les mesures de sécurité militaires sont prises, bateau au mouillage, officier de quart sur le pont avec des hommes armés. Le 5 mai, Henri Sautot et quatre notables sont amenés à bord puis l'aviso s'éloigne de la ville en allant prendre un mouillage dans le lagon à environ 1 400 m, du phare Amédée. Le 5 mai, appareillage tôt le matin et mouillage en milieu de l'après-midi à l'île de Walpole pour rapidement débarquer quatre des passagers, puis reprend la route vers Auckland. Le 10 mai, arrivée à Aukland et débarquement de Sautot et du commissaire Renard qui l'accompagne. Le Chevreuil met immédiatement le cap sur Nouméa. Le 16 mai il fait un bref arrêt à l'île de Walpole, pour récupérer les passagers débarqués à l'aller, et le lendemain arrivée à Nouméa.

#### Ralliement de Wallis et Futuna à la France libre
Le 23 mai 1942, le commandant de la « place forte » de Nouméa, Jean Espana dit capitaine Molina, déjeune avec le Haut commissaire, Georges Thierry d'Argenlieu. À la fin du repas d'Argenlieu indique au capitaine Molina qu'il embarque dans une heure sur le Chevreuil, qu'il ne connaîtra sa mission qu'après avoir ouvert, en pleine mer, des plis secrets. L'aviso appareille à l'heure prévue avec des passagers : le capitaine Molina, le médecin capitaine Mattei, les aspirants Aprioux, Gauthier, Jacques Very, Gabriel Fotier, Jean-Claude Rouleau et l'officier de marine Gilbert Leumière. C'est le 24 mai que sont ouverts les plis : les ordres sont de rejoindre un point de rendez-vous, fixé le 28 mai, avec une flotte anglo-américano-australienne qui vient pour installer une base avec un terrain d'aviation sur l'île de Wallis. L'aviso doit prendre la tête de l'« armada » pour souligner qu'il s'agit d'un territoire français. Le docteur Mattei doit être installé comme résident à la place du vichyste Vrignaud. Les instructions précisent le rôle de chacun : la direction de l'opération est confiée à Fourlinnie, en mer, et à Molina à terre. D'autres documents indiquent, notamment, que l'archipel doit être rallié à la France libre une fois que les Américains auront débarqué et l'état des lieux, avec une inconnue, c'est de savoir si les Japonais sont maîtres de l'île.
Le commandant Fourlinnie voit le problème différemment. Il estime que le personnel du Chevreuil est capable de se débrouiller seul pour obtenir le ralliement. Car s'il n'y a pas de Japonais cela ne pose pas de problèmes et par contre s'ils sont présents avec de l'artillerie, l'aviso n'ayant pas un blindage suffisant, il préfère être coulé seul plutôt qu'à la tête de la flotte des Alliés. Le capitaine Molina approuve ce choix : « c'était un joli coup à tenter, et je félicitai Fourlinnie pour son idée ». Le 27 mai 1942 Fourlinnie manœuvre avec habileté l'aviso pour lui faire franchir la passe Honikulu, difficile à traverser. L'inquiétude d'une présence japonaise dissipée, il approche du rivage, la petite compagnie de débarquement, avec Molina, embarque dans les canots et rejoint la plage. Ils y trouvent le médecin-résident Vrignaud qui, le soleil dans les yeux, n'avait pas déterminé si le navire était envoyé par Vichy ou par la France libre. Molina lui indique qu'il doit l'arrêter, sur ordre du Haut-commissaire d'Argenlieu. Vrignaud se rend en donnant son arme de poing, puis, acceptant d'être prisonnier sur parole, il conduit la compagnie à la résidence administrative. La compagnie investit le poste émetteur radio et impose aux opérateurs d'y remettre le quartz qu'ils avaient caché. Cet objectif prioritaire étant réalisé, Molina emmène Vrignaud à bord du Chevreuil avant de retourner sur l'île avec un interprète et quelques cartouches de cigarettes. Il rejoint le Palais-Royal à Mata-Utu à la rencontre des Wallisiens. Le « premier ministre » (le Kivalu) et ses « ministres », parlant français, il les assure que c'est un moment historique de l'amitié franco-wallisienne et leur offre en cadeau les cigarettes. Ayant découvert qu'un personnage en arrière-plan, qu'il avait ignoré, était le roi coutumier (Lavelua), il fait mettre les marins au garde-à-vous et, décrochant son insigne à la Croix de Lorraine, il l'agrafe sur la poitrine du roi. Celui-ci s'exclame « vive la France, vive le Général de Gaulle » ce qui est immédiatement repris par les Wallisiens présents. Molina rejoint le poste radio et télégraphie à de Gaulle et à d'Argenlieu que Wallis était désormais une terre acquise à la France libre. Puis le roi signe l'engagement de ralliement.

### Aviso de la Marine nationale française
En Indochine, il est l'un des trois avisos qui bombardent la ville d'Haïphong le  23 novembre 1946.

### Bâtiment de la Marine tunisienne
À l'automne 1959, l'aviso Chevreuil, déclassé, est racheté par la Tunisie. Il est remis au gouvernement tunisien le 13 octobre 1959 dans le port de La Goulette. Bâtiment de la Marine nationale tunisienne, il est renommé Destour, avec l'indicatif E71, puis utilisé comme navire-école.
En 1961, lors de la « crise de Bizerte » l'aviso Destour, qui est en réparation à l'arsenal, est remorqué dans le port de commerce sur ordre du gouvernement. Le 21 juillet, la 1re compagnie du 2e régiment de parachutistes d'infanterie de marine progresse le long du goulet à Bizerte, au port de commerce elle s'empare, sans résistance du Destour et de la vedette Istiklal, qui est également à quai. Le 13 septembre le gouvernement français informe son équivalent tunisien que l'aviso et les deux vedettes qui ont été pris par l'armée française seront restitués à la Tunisie lorsqu'une situation normalisée sera effective.
Le 15 octobre 1963, en rade de Bizerte c'est le départ des bâtiments de la marine française qui laisse ses installations de sa base navale, avec quelques instructeurs, à la Tunisie. Le bateau amiral français est le dernier à quitter la rade sous le regard des Tunisiens, notamment : Bahi Ladgham, Taïeb Mehiri et Hassib Ben Ammar, qui entrent en rade à bord de leur aviso Destour. Le navire accoste et Bahi Ladgham quitte le bord pour hisser le pavillon tunisien sur la base et annoncer au président Habib Bourguiba « mission accomplie »..
La marine tunisienne déclare le Destour non opérationnel en 1970.

## Des hommes duChevreuil

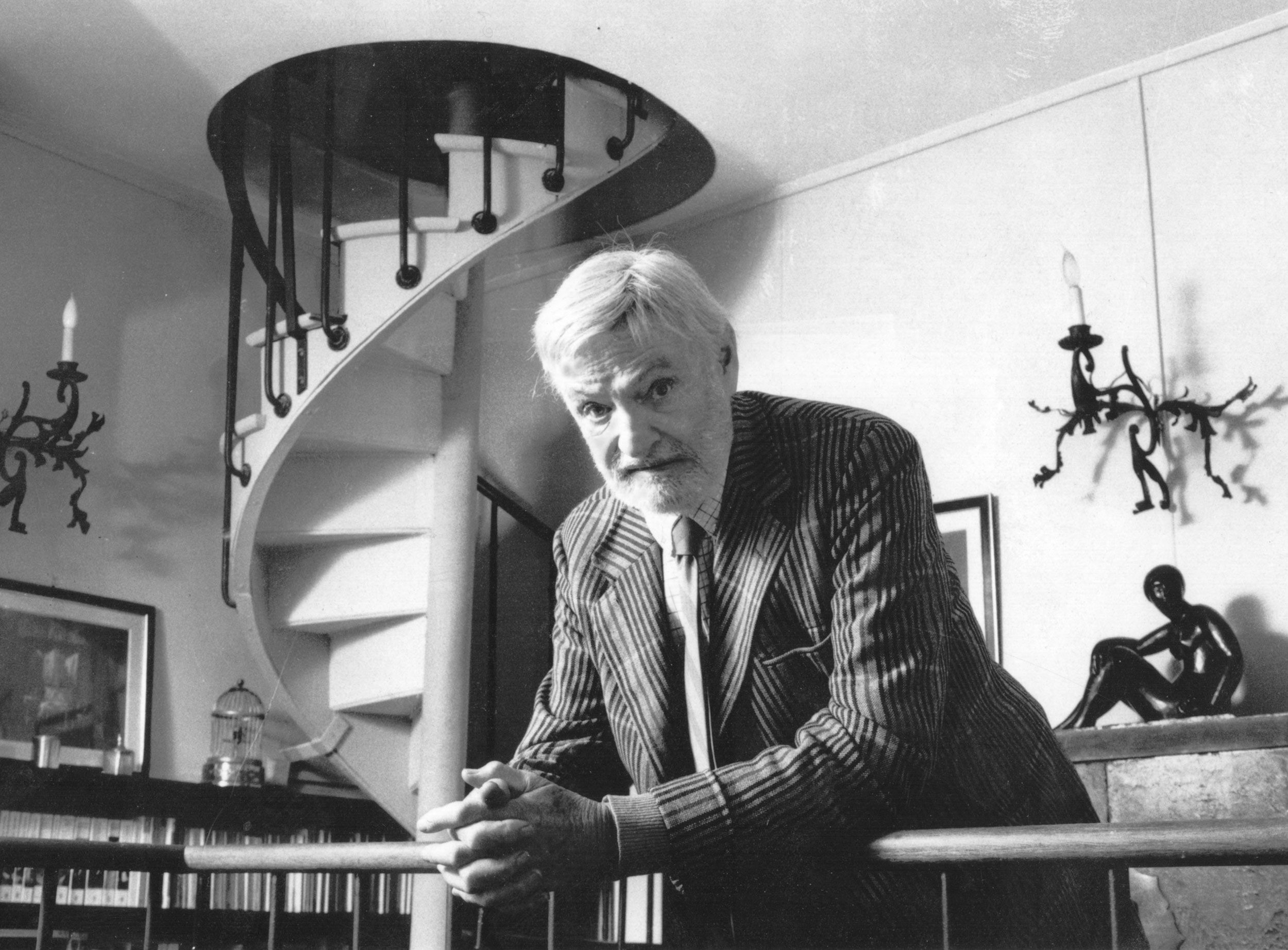
Un ancien du Chevreuil,
Jean-Pierre Giraudoux vers 1990.

### Commandants
- Henri-Marie-Joseph Veillechèze de La Mardière (1897-1984) : de 1939 à 1940 (capitaine de corvette)[23].
- François Paul Eugène Fourlinnie (1915-1994) : de septembre 1940 à juillet 1943 (enseigne de vaisseau)[24].
- Kerez : du 14 mai 1943 au 10 août 1943, commandant par intérim (enseigne de vaisseau).
- Pierre Mariotti (dit Villebois) : du 10 août 1943 au 16 août 1944 (lieutenant de vaisseau).
- Teisserre : du 16 août 1944 à octobre 1959
- Jean Marie François Jules Guerre (1907-1950) : de 1949 à 1950[25].

### Autres
Outre les nombreux marins et officiers qui sont passés à bord, quelques uns sont connus pour une autre activité :
- Henri Martin (1927-2015) : militant politique.
- Georges Lapicque (1921-2012) : fils de Charles Lapicque.
- Jean-Pierre Giraudoux (1919-2000) : écrivain, fils de Jean Giraudoux.